# Rathmannsdorf (Saksen-Anhalt)
Rathmannsdorf is een plaats en voormalige gemeente in de Duitse deelstaat Saksen-Anhalt, en maakt deel uit van het district Salzland.
Rathmannsdorf telt 790 inwoners.